# Hiato aórtico

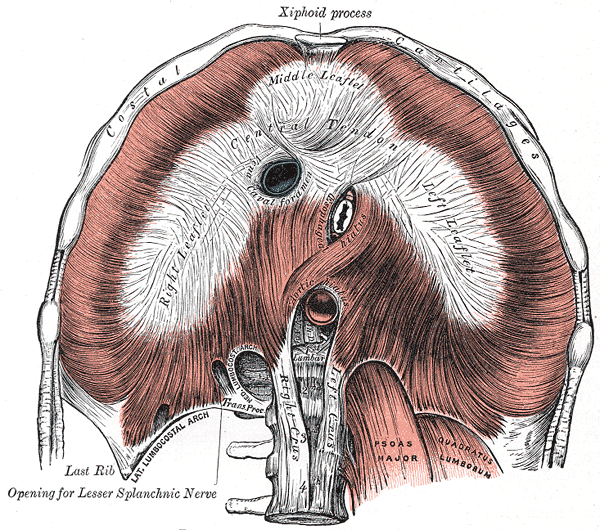
Visão inferior do diafragma. O hiato está localizado anteriormente à coluna vertebral.

O hiato aórtico é uma abertura no diafragma que serve de passagem, principalmente, para a parte descendente da artéria aorta. Diferentemente das outras aberturas desse músculo, o hiato esofágico e o forame da veia cava, o hiato aórtico não sofre interferência da contração muscular, já que não perfura o diafragma e se localiza posteriormente ao músculo e, assim, o fluxo sanguíneo não é afetado. Está localizado no nível da décima segunda vértebra torácica (T12).
A abertura também dá passagem para o ducto torácico e para a veia ázigo.